# Kaplja vas (gmina Prebold)
Kaplja vas – wieś w Słowenii, w gminie Prebold. W 2018 roku liczyła 312 mieszkańców.